# Българско училище „Св. св. Кирил и Методий“ (Бостън)
Българското училище „Св. св. Кирил и Методий“ (на английски: Bulgarian School "Sv.sv. Kiril and Metodii") е училище на българската общност в град Бостън, щата Масачузетс, САЩ. Създадено е през 1999 г. Изучавани предмети са български език и литература, история и география на България. Развива се и театралното изкуство, като неговото олицетворение са драматичният състав и театралната трупа, функциониращи в рамките на учебното заведение. Училището членува в Асоциацията на българските училища в чужбина и образованието, получено там, се признава в България. През учебната 2023/2024 г. в него се обучават повече от 220 деца. Директорка на училището е Силвия Михалева.

## История
Училището е открито на 30 януари 1999 г. в град Уъбърн, в околностите на Бостън. В края на 2001 г. то е регистрирано от местните власти като организация с идеална цел. В периода 2009 – 2011 г. училището участва в програма „Роден език и култура зад граница“ и получава финансова подкрепа от МОН. През учебната 2012/2013 г. то е лицензирано от МОН и регистрирано по Постановление № 334 от 8 декември 2011 г. на Министерския съвет. През учебната 2014/2015 г. по настояване на българската общност училището разкрива филиал в град Кейп Код.